# 行動 (フランスの政党)
行動（フランス語：Agir）は、フランスの政党。
共和国前進等と連立を形成して政権与党を担っている。

## 概説
共和党の議員の中で、共和国前進の政府を支援したいものの、共和国前進に入党したくはない議員が立ち振る舞いの在り方について議論していた。
2017年9月7日、フランク・リステが「右派と中道の新たな連合の組織を形成する決定」を共和党会派の会合で発表。
2017年11月26日に結党。
2020年5月26日、与党系の会派として"Agir-Ensemble"が国民議会で誕生。19人の会派構成議員の中で、Agirの議員は9人だった。
2021年10月9日、エドゥアール・フィリップが自身の政党「地平線」（Horizons）の結党を宣言し、Agirとの合流に関する調整がなされた。2022年1月14日、フランク・リステは、合流を拒否し、共同会派"Ensemble citoyens"への「地平線」の参加を妨げることになった。
2022年6月の国民議会議員選挙の後、Agirは、十分な議員がいないことから、独立した会派を国民議会で形成することができず、「ルネッサンス」会派に加入した。

## 党名
公式名称は、Agir, la droite constructive（建設的右派、行動）。

## 役職

### 党役員[1]
| 役職                   | 氏名                   | 所属                                       |
| ---------------------- | ---------------------- | ------------------------------------------ |
| 行動全国委員会委員長   | フランク・リステ       | 国民議会議員                               |
| 行動全国委員会副委員長 | ファビエンヌ・ケレ     | 欧州議会議員                               |
| 行動全国委員会副委員長 | クロード・マリュレ     | 元老院議員                                 |
| 広報部長               | オリビエ・ベシュト     | 国民議会議員                               |
| 国民議会議員会長       | オロール・ベルジェ     | 国民議会議員（ルネッサンス会派代表として） |
| 元老院議員会長         | クロード・マリュレ     | 元老院議員                                 |
| 欧州議会議員会長       | ステファヌ・セジュルネ | 欧州議会議員                               |